# بارانکاس (لا گواخیرا)
بارانکاس (لا گواخیرا) (به اسپانیایی: Barrancas, La Guajira) یک سکونتگاه مسکونی در کلمبیا است که در بخش لا گواخیرا واقع شده‌است.

## خصوصیات
بارانکاس ۱٬۰۶۰ کیلومترمربع مساحت و ۲۲٬۲۰۷ نفر جمعیت دارد و ۴۰ متر بالاتر از سطح دریا واقع شده‌است.